# Жуков, Олег Евгеньевич
Оле́г Евге́ньевич Жу́ков (11 октября 1973, Иваново, СССР — 9 февраля 2002, Иваново) — российский певец, рэп-исполнитель. Известен как участник группы «Дискотека Авария».

## Биография
Родился в городе Иванове 11 октября 1973 года.
В 1988 году работал в кукольном театре, озвучивая персонажей спектаклей. В 1989 году поступил в Ивановский энергетический институт; однако бросил учёбу, доучившись до 3-го курса, и ушёл в армию.
С 1991 года начал выступать в группе «Дискотека Авария», которая была основана в 1990 году его земляками Николаем Тимофеевым и Алексеем Рыжовым. На раннем этапе существования группы был фронтменом коллектива. Большая часть музыкальной рекламы для радио и композиций группы «Дискотека Авария» была исполнена им самим. Лишь к моменту выхода третьего альбома «Дискотеки Авария» «Марафон» (1999) он разделил роль фронтмена с Николаем Тимофеевым. До прихода в группу Алексея Серова (1974 г. р.) был младшим участником коллектива. В 2001 году, уже будучи тяжелобольным, он вместе с другими участниками группы заключил контракт с производителями «Pepsi», после чего был снят рекламный ролик «диско-служба Пепси».

### Болезнь и смерть
Жуков никогда не жаловался на здоровье, но летом 2001 года он вдруг почувствовал недомогание, стал жаловаться на сильную головную боль. В Таллине во время гастролей он неожиданно упал в обморок. 10 августа того же года певец прошёл обследование, диагноз — опухоль головного мозга. Болезнь прогрессировала, певец стал быстро уставать, с того времени он не участвовал в новых разработках группы и рано уезжал с вечеринок. 3 сентября 2001 года была сделана операция в Московском НИИ нейрохирургии им. Бурденко. После лечения Жуков снова выступал с группой, но продолжалось это недолго. В ноябре Жуков снова почувствовал себя плохо. Последним клипом группы с его участием стал видеоролик «На острие атаки», который был снят в последний его день рождения. К тому времени Олегу уже было тяжело стоять на ногах. После того, как состояние Олега ухудшилось во второй раз, он лёг в онкологический диспансер в Иванове. После лечения коварная болезнь вроде бы отступила, врачи заявляли, что Олег идёт на поправку, скоро всё будет хорошо, но жить ему оставалось очень мало. После выздоровления Олег бодрым голосом сказал по телефону:

Люди болеют, с кем не бывает. В больнице это было так давно, вот я дома, чувствую себя нормально, ещё конечно придётся полечиться. А что делать? Надеюсь, в скором времени присоединюсь к ребятам.— Олег Жуков
9 февраля 2002 года после долгой борьбы с раком головного мозга Олег Жуков скончался на 29-м году жизни в своей квартире в Иванове.
11 февраля в Иванове состоялась прощальная панихида. Олег Жуков был похоронен на Богородском кладбище. Группа «Дискотека Авария» на время приостановила свою деятельность, а альбом «Четверо парней» 25 апреля 2006 года был посвящён Жукову.

В какой-то момент поняли, что не можем просто взять и остановиться. Жуков бы так не поступил! И мы остались такими же, только Олега не стало. Нам, конечно, было тяжело в течение двух-трёх лет, если не больше. Да и сейчас пишут: «А с Жуковым было здорово!». У нас группа тогда была полноценная: один — красавчик волосатый, другой — умный в очках, играет на пианино, третий — прыгает, бегает, дурачок-спортсмен, а Жуков — объединяющее всех добро.— Алексей Серов

## Семья
- Брат — Игорь (1 ноября 1983 — 14 марта 2009); умер от отравления угарным газом, похоронен рядом с Олегом.
- Отец — Евгений Николаевич Жуков
- Мать — Татьяна Александровна Жукова (в девичестве — неизвестно)
- Дед (по отцовской линии) — Николай Жуков
- Дед (по материнской линии) — Александр

## Личная жизнь
У Жукова было много друзей, он был близок с родителями и родственниками. По словам Николая Тимофеева, Олег «был чрезвычайно добр ко всем людям, особенно к тем, кто был рядом. Он никогда не отказывал в помощи, вот его и звали Мистер Доброта, толстячок».
Из русской поп-музыки предпочитал «Шуру», «Hi-Fi», танцевальные сборники; из зарубежной — The KLF. Литературные предпочтения — Артур Конан-Дойл, Уэллс.
Жуков не был женат и не имел детей. В последние годы из-за многочисленных гастролей Олег редко бывал дома и не был уверен в том, что сможет создать крепкую семью.

## Участие в группе «Дискотека Авария»
| Период                 | Состав        | Состав        | Состав           | Состав     |
| ---------------------- | ------------- | ------------- | ---------------- | ---------- |
| 1990 — 1991            | Алексей Рыжов | -             | Николай Тимофеев | -          |
| 1991 — 1997            | Алексей Рыжов | -             | Николай Тимофеев | Олег Жуков |
| 1997 — 2002            | Алексей Рыжов | Алексей Серов | Николай Тимофеев | Олег Жуков |
| 2002 — 2012            | Алексей Рыжов | Алексей Серов | Николай Тимофеев | Жуков умер |
| 2012 — 2020            | Алексей Рыжов | Алексей Серов | Анна Хохлова     | Жуков умер |
| 2020 — настоящее время | Алексей Рыжов | Алексей Серов | -                | Жуков умер |

Песни, в которых можно услышать вокал Олега Жукова:
- «Рэп для моей девчонки»
- «Не плачь»
- «Некуда деваться»
- «Песня про яйца»
- «Ты кинула»
- «Начни и кончи»
- «Труба Зовёт!»
- «Sample city»
- «Проспект Ленина, 21»
- «Пей пиво»
- «Новогодняя»
- «Девочка» (вместе с группой Мумий Тролль)
- «Заколебал ты!»
- «Disco Superstar»
- «Влечение»
- «Вот так»
- «Малинки (1995)»
- «Малиновый лес»
- «Х. Х. Х. И. Р. Н. Р. (2001)»
- «Небо (2001)»
- «Танцуй со мной» (1995—1997)
- «Четверо парней» (2006)
- «Давай, Авария!»

Клипы, в которых участвовал Олег Жуков:
- 1999 — «Ты кинула»
- 1999 — «Давай, Авария!»
- 1999 — «Новогодняя»
- 2000 — «Пей пиво!»
- 2000 — «Влечение»
- 2001 — «Заколебал ты!»
- 2001 — «Песня про яйца»
- 2001 — «На острие атаки»
- 2002 — «Disco superstar»

## Память
- В марте 2002 года вышел клип на композицию «Disco Superstar», записанную, когда Жуков уже был тяжело болен. Клип был составлен из архивных видеозаписей группы 1990—2001 годов и посвящён Олегу Жукову[6].
- В конце мая 2002 года на телеканале СТС была показана программа, посвящённая памяти Олега Жукова. В ней были представлены раритетные и не публиковавшиеся архивные видеозаписи группы «Дискотека Авария» начала 1990-х годов.
- В 2006 году на телеканале ДТВ была показана программа «Как уходили кумиры. Олег Жуков („Дискотека Авария“)», посвящённая памяти Олега Жукова. 25 апреля того же года вышел альбом, посвящённый Олегу Жукову, «Четверо парней».